# Bandera del Daguestan
La bandera de la República del Dagestan (rus: флаг дагестана; àvar: даъистаналъл байрахъ; àzeri o azerbaidjanès: Дағыстан бајрағы; kumyk: Дагъыстаны байракъ) fou adoptada formalment el 26 de febrer de 1994 després de la transformació de la RSSA del Daguestan a la República del Daguestan dins de la Federació Russa. La bandera està formada per tres franges horitzontals en verd (per a l'Islam), blau (per al mar Caspi) i vermell (per al coratge i la fidelitat). El 19 de novembre de 2003 es varen canviar les proporcions de la bandera, passant d'1:2 a 2:3, i la franja del mig blau cel va passar a blau.

## Colors
L'esquema de colors oficial es va declarar el 19 de novembre de 2003.
| Model de color | Verd        | Blau        | Vermell     |
| -------------- | ----------- | ----------- | ----------- |
| RGB            | 0, 147, 73  | 0, 57, 166  | 213, 43, 30 |
| CMYK           | 100-0-50-42 | 100-66-0-35 | 0-80-86-16  |
| HTML           | #009349     | #0039A6     | #D52B1E     |

## Banderes històriques

Imamate del Caucas (principi s. XIX)
República de la Muntanya del Nord del Caucas, 1917–1920
RSSA del Daguestan (1925–1927)
RSSA del Daguestan (1927–1954)
RSSA del Daguestan (1954–1991)
RSS del Daguestan (1991) i República del Daguestan (1991–1994)
República del Daguestan (1994–2003)

## Altres banderes
Diversos pobles al Daguestan han ideat les seves pròpies banderes ètniques:

Bandera del poble àvar
Bandera del poble agul
Bandera del poble kumyk
Bandera del poble nogai
Bandera del poble lesguià
Bandera del poble rútul
Bandera del poble tabasaran